# Jello Belt

Mapa dos Estados Unidos com o Jello Belt a vermelho

O Jello Belt ou Jell-O Belt é um dos belts dos Estados Unidos, e o termo é informalmente usado para se referir à parte do oeste do país onde há grande predominância demográfica de membros da Igreja de Jesus Cristo dos Santos dos Últimos Dias. Na literatura académica, a área é habitualmente referida como "região de cultura Mormon" ou "corredor Mormon". Também é por vezes designada como "Book of Mormon Belt" por contraponto com a Bible Belt no sudeste do país.
O termo Jell-O, uma marca de gelatina, é uma alusão ao estereótipo, corrente nos Estados Unidos, de que os mórmons teriam preferência especial por esse tipo de junk food.
1. 1 2  Gal, Mark Abadi, Shayanne. «The US is split into more than a dozen 'belts' defined by industry, weather, and even health». Business Insider (em inglês). Consultado em 12 de setembro de 2021